# 周汶錡
周汶錡（Kathy Chow，1974年5月20日—），原名周文琪，香港著名女模特兒、電视節目主持人。她的妹妹周勵淇亦為藝人。
90年代開始擔任模特兒，憑甜美面孔與高挑身型，一直是香港當紅模特兒。2004年曾為亞洲電視主持旅遊資訊節目，2005年起主持無綫電視（TVB）節目。周汶錡曾與杜德偉拍拖。
周汶錡目前已婚，丈夫Julien為法籍人士，二人育有兩名兒子。

## 簡歷
周汶錡出生於香港，小學時就讀潔心學校（在校時曾為班長），中学时就读于中华基督教会基智中学。

## 節目主持（無綫電視）
- 2005年：回味無窮
- 2006年：近廚得食
- 2006年：香港先生選舉
- 2007年：原裝入口
- 2009年：咁至識食
- 2013年：一級美味

## 音樂電影及MV演出
- 2004年 《戀情告急》 飾 Judy
- 2006年 《愛得太遲音樂電影》飾 Key上司
- 2012年 關淑怡-陀飛輪

## 出版書籍
- 《周汶錡上海之旅》
- 《周汶錡香港之旅2 - 九龍新界篇》
- 《周汶錡香港之旅1 - 玩味香港島》 ISBN 9889788640
- 《周汶錡台北之旅》 ISBN 9889788632
- 《My Dream Wedding 2》
- 《My Dream Wedding》

## 外部連結
- 周汶錡的Facebook專頁
- 周汶錡的Instagram帳戶
- 周汶錡的新浪微博
- 周汶錡在互联网电影资料库（IMDb）上的資料（英文）
- 周汶錡在香港影庫上的簡介
- 周汶錡在时光网上的簡介（简体中文）
- 周汶錡在豆瓣上的资料（简体中文）